# Nigel William Duncan
Nigel William Duncan, britanski general, * 1899, † 1987.